# Бакайоко, Тьемуэ
Тьемуэ Бакайоко (фр. Tiemoué Bakayoko; род. 17 августа 1994, Париж) — французский футболист, полузащитник. Является чемпионом Франции по футболу в составе «Монако».

## Ранние годы
Тьемуэ Бакайоко родился 17 августа 1994 года в Париже, в семье выходцев из Кот-д’Ивуара. В возрасте 6 лет попал в первую футбольную школу «15 округа Парижа». Спустя четыре года отправился в «Шарантон», а ещё через два в «Монруж 92». В 13 лет Тьемуэ пригласили на просмотр в футбольную академию Франции «Клерфонтен», где начинали свою карьеру такие звезды как Тьерри Анри, Николя Анелька и другие французские звезды. Молодой Бакайоко не смог удивить и впечатлить тренеров академии, которые назвали Тьемуэ слишком слабым и хлюпким.
После провала с отбором Бакайоко мог завершить свою футбольную карьеру из-за перелома ноги. Тьемуэ расстался с мячем практически на год, до того момента как на него вышли представители «Ренна», которые смогли вернуть подростка в футбол.

## Клубная карьера
Дебют состоялся 24 августа 2013 года в матче 3-го тура чемпионата Франции 2013/14. «Ренн» в гостях одержал победу над «Эвианом» со счётом 2:1.
В июле 2014 года перешёл в «Монако». Сумма трансфера составила 8 миллионов евро. Первый матч за «красно-белых» провёл 10 августа 2014 года в рамках 1-го тура чемпионата Франции 2014/2015. «Монако» дома уступил «Лорьяну» со счётом 1:2. В сезоне 2014/2015 сыграл 12 матчей в чемпионате. Новый наставник команды Леонарду Жардим, не смог вывести Тьемуэ на новый уровень и выпускал опорника через игру. Всё было так до появления в команде Клода Макелеле и бывшего тренера Тьемуэ Янника Меню.
«Макелеле мне очень помог. Когда он приехал в «Монако», я не был очень хорошим игроком. Но мы много беседовали с ним, он дал множество советов и позволил мне играть более просто. Я слишком много рисковал, но когда играешь на этой позиции, нужно быть спокойным и эффективным. Он помог мне обрести себя в игре.»
Новые наставники смогли научить Тьемуэ правильному подходу к жизни, как на поле, так и вне его. Благодаря вмешательству опытных тренеров, Бакайоко полностью изменил свой подход к игре и жизни. Вне футбола Тьемуэ начал вести более размеренную жизнь, сменил виллу на обычный дом, роскошный автомобиль на классический, а ещё записался в боксерский зал, что в скором времени сделало его одним из самых мощных опорных полузащитников в Европе. В сезоне 2015/2016 сыграл 19 матчей и забил 1 гол в чемпионате. В следующем сезоне Бакайоко стал одним из составляющих успеха «Монако» на внутренней и европейской аренах. За сезон он провёл 51 матч за клуб и стал одним из самых полезных опорных полузащитников. По итогам Лиги чемпионов Бакайоко вошел в символическую сборную турнира. Благодаря успешной работе Жардима, Бакайоко превратился в одного из самых перспективных полузащитников Европы.
В июле 2017 года перешёл в «Челси» за 40 миллионов фунтов. Дебют игрока состоялся в конце августа, в матче против «Тоттенхэма» (2:1), который «синие» выиграли. В сезоне 2017/2018 сыграл 29 матчей и забил 2 гола в чемпионате. Выиграл Кубок Англии.
14 августа 2018 года перешёл в «Милан» на правах годичной аренды, с последующим правом выкупа за 35 миллионов евро. Сумма аренды составила 5 миллионов евро. Сыграл 31 матч и забил 1 гол в чемпионате.
В сезоне 2019/20 на правах годичной аренды перешёл в свой предыдущий клуб — «Монако», забив за сезон 1 гол и отдав 2 результативные передачи. На сезон 2020/21 Бакайоко аналогично отправился в аренду, на этот раз — в итальянский «Наполи».
31 августа 2023 Бакайоко подписал контракт до 2025 года с клубом «Лорьян». Разорвал контракт в 2024 году и подписал с клубом «ПАОК».

## Карьера в сборной
Играл за различные юношеские сборные Франции.
Принимал участие в чемпионате мира среди юношеских команд 2011. Дошёл с командой до четвертьфинала, где французы уступили сборной Мексики со счётом 1:2.
За взрослую сборную Франции дебютировал 28 марта 2017 года в товарищеском матче против команды Испании.

## Достижения
«Монако»
- Чемпион Франции: 2016/17

«Челси»
- Обладатель Кубка Англии: 2017/18

«Милан»
- Чемпион Италии: 2021/22

## Статистика

### Клубная
| Клуб             | Сезон            | Лига             | Лига  | Лига | Кубок | Кубок | Кубок лиги | Кубок лиги | Европа | Европа | Другое | Другое | Всего | Всего |
| Клуб             | Сезон            | Дивизион         | Матчи | Голы | Матчи | Голы  | Матчи      | Голы       | Матчи  | Голы   | Матчи  | Голы   | Матчи | Голы  |
| ---------------- | ---------------- | ---------------- | ----- | ---- | ----- | ----- | ---------- | ---------- | ------ | ------ | ------ | ------ | ----- | ----- |
| Ренн             | 2013/14          | Лига 1           | 24    | 1    | 3     | 0     | 1          | 0          | —      | —      | —      | —      | 28    | 1     |
| Монако           | 2014/15          | Лига 1           | 12    | 0    | 1     | 0     | 2          | 0          | 3      | 0      | —      | —      | 18    | 0     |
| Монако           | 2015/16          | Лига 1           | 19    | 1    | 2     | 1     | 1          | 0          | 1      | 0      | —      | —      | 23    | 2     |
| Монако           | 2016/17          | Лига 1           | 32    | 2    | 1     | 0     | 4          | 0          | 14     | 1      | —      | —      | 51    | 3     |
| Монако           | Всего            | Всего            | 63    | 3    | 4     | 1     | 7          | 0          | 18     | 1      | 0      | 0      | 92    | 5     |
| Челси            | 2017/18          | Premier League   | 29    | 2    | 5     | 0     | 4          | 0          | 5      | 1      | 0      | 0      | 43    | 3     |
| → Милан          | 2018/19          | Серия A          | 31    | 1    | 4     | 0     | —          | —          | 6      | 0      | 1      | 0      | 42    | 1     |
| → Монако         | 2019/20          | Лига 1           | 20    | 1    | 2     | 0     | 1          | 0          | —      | —      | —      | —      | 23    | 1     |
| → Наполи         | 2020/21          | Серия A          | 32    | 2    | 4     | 0     | —          | —          | 7      | 0      | 1      | 0      | 44    | 2     |
| → Милан          | 2021/22          | Серия A          | 3     | 0    | 0     | 0     | —          | —          | 1      | 0      | —      | —      | 4     | 0     |
| Всего за карьеру | Всего за карьеру | Всего за карьеру | 202   | 10   | 22    | 1     | 13         | 0          | 37     | 2      | 2      | 0      | 276   | 13    |

### Выступления за сборную
| Матчи Бакайоко за сборную Франции | Матчи Бакайоко за сборную Франции | Матчи Бакайоко за сборную Франции | Матчи Бакайоко за сборную Франции | Матчи Бакайоко за сборную Франции | Матчи Бакайоко за сборную Франции | Матчи Бакайоко за сборную Франции |
| №                                 | Дата                              | Оппонент                          | Счёт                              | Голы                              | Соревнование                      |                                   |
| --------------------------------- | --------------------------------- | --------------------------------- | --------------------------------- | --------------------------------- | --------------------------------- | --------------------------------- |
| 1                                 | 28 марта 2017                     | Испания                           | 0:2                               | —                                 | Товарищеский матч                 |                                   |

Итого: 1 игра / 0 голов; 0 побед, 0 ничьих, 1 поражение.